# Derek Hough
Derek Hough (/ˈhʌf/; sinh ngày 17 tháng 5 năm 1985) là nam vũ công, diễn viên và ca sĩ người Mỹ.
Từ tháng 9 năm 2007, Hough bắt đầu tham gia vào chương trình thi nhảy Dancing with the Stars.
Tháng 12 năm 2016, Hough vào vai Corny Collins trong tác phẩm nhạc kịch Hairspray Live! của đài NBC.
Vào tháng 5 năm 2017, Hough làm giám khảo cho cuộc thi nhảy trên truyền hình World of Dance.